# Iron Flag
Iron Flag è il quarto album in studio del collettivo musicale hip hop statunitense Wu-Tang Clan, pubblicato nel 2001.

## Tracce
1. In the Hood
2. Rules
3. Chrome Wheels
4. Soul Power (Black Jungle)
5. Uzi (Pinky Ring)
6. One of These Days
7. Y'all Been Warned
8. Babies
9. Radioactive (Four Assassins)
10. Back in the Game
11. Iron Flag/The Glock
12. Dashing (Reasons)

## Formazione
- RZA
- Masta Killa
- Inspectah Deck
- Streetlife
- Ghostface Killah
- Raekwon
- Method Man
- 12 O'Clock
- Prodigal Sunn
- Flavor Flav
- U-God
- GZA
- Madame D

## Classifiche
| Classifica (2002) | Posizione raggiunta |
| ----------------- | ------------------- |
| Stati Uniti       | 32                  |